# Kanganallur, Bangarapet
Kanganallur là một làng thuộc tehsil Bangarapet, huyện Kolar, bang Karnataka, Ấn Độ.